# ویرولپدو
ویرولپدو (به انگلیسی: Veerullapadu) یک روستا در هند است که در Krishna district واقع شده‌است.